# Isalorhynchus genovefae
L’isalorinco (Isalorhynchus genovefae) è un rettile erbivoro estinto, appartenente ai rincosauri. Visse tra il Triassico medio e il Triassico superiore (Ladinico – Carnico, circa 240 – 235 milioni di anni fa) e i suoi resti fossili sono stati ritrovati in Madagascar.

## Descrizione
Questo animale era lungo poco più di un metro e mezzo, ed era dotato di un corpo tarchiato, con zampe che sporgevano ai lati del corpo. Come in molti rincosauri, anche il cranio di Isalorhynchus era largo e fornito di un grosso “becco” e di piastre dentarie dotate di file multiple di denti. L'area mascellare laterale era a forma di cuscinetto, ed era dotata di tre file longitudinali di denti che proseguivano nell'area mediana. In quest'ultima regione i denti erano più numerosi. Caso unico tra i rincosauri, vi era una piastra priva di denti nella parte laterale della mascella. I denti mascellari erano di due tipi diversi e in questo richiamavano quelli del rincosauro evoluto Hyperodapedon; tuttavia alcune caratteristiche, come la mancanza di una complessa sutura tra postorbitale e jugale, i lunghi processi del basipterigoide, il basso numero di file di denti mascellari, un piccolo processo iliaco anteriore e un processo laterale espanso distalmente richiamavano i rincosauri basali come Noteosuchus e Mesosuchus. 

## Classificazione
Isalorhynchus genovefae venne descritto per la prima volta nel 1983 da Eric Buffetaut, sulla base di alcuni frammenti provenienti dal Gruppo Isalo del Madagascar, di probabile datazione ladinica. Successivamente vennero scoperti altri fossili più completi che hanno permesso una descrizione più accurata e una ricostruzione più precisa di Isalorhynchus. Questo animale è stato considerato una forma di transizione tra i rincosauri più primitivi del Triassico inferiore (come Noteosuchus e Mesosuchus) e le forme del Triassico superiore come Hyperodapedon, lungo anche due metri. Un'altra forma simile, paragonabile come grado evolutivo e come dimensioni, è Stenaulorhynchus della Tanzania. Anche il ben noto Rhynchosaurus europeo potrebbe essere parte di queste forme transizionali.